# Beelden in het Grugapark Essen

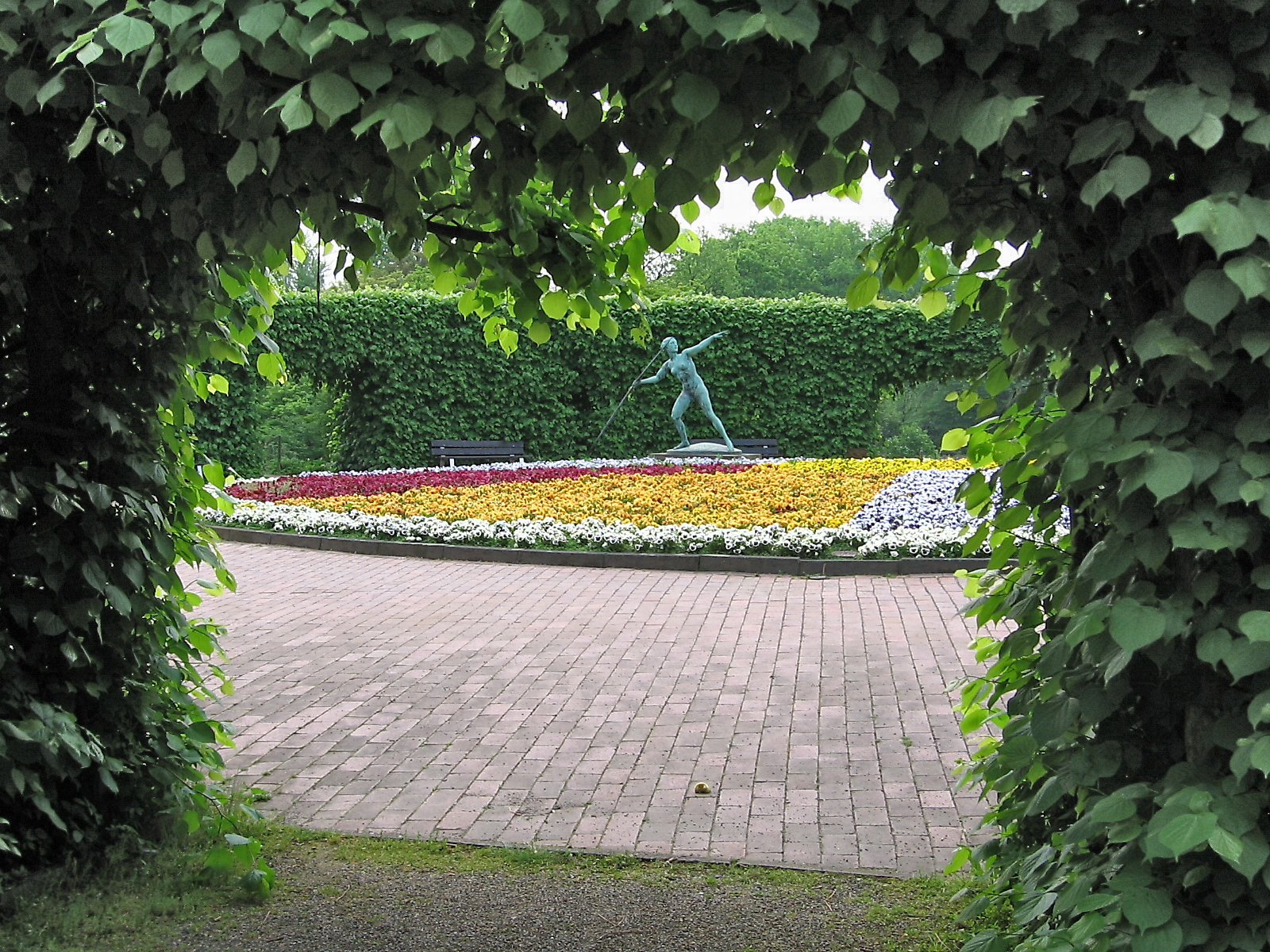
Het Grugapark in Essen

Beelden in het Grugapark Essen is een beeldenpark in de stad Essen in de Duitse deelstaat Noordrijn-Westfalen.

## Geschiedenis
Het Grugapark werd in 1929 aangelegd ter gelegenheid van de Große Ruhrländische Gartenbauaustellung (GRUGA) in 1938, gevolgd door de Reichsgartenschau en in 1965 de Bundesgartenschau. De collectie beeldhouwwerken is in de loop der jaren uitgebreid en telt inmiddels meer dan veertig werken van voornamelijk Duitse beeldhouwers.

## Collectie (selectie)
- Heinrich Adolfs : Kinderspiel (1936), Fohlenhüter (1938) en Flötenspiel (1951)
- Herbert Baumann : Sonnenscheibe (1961/62)
- Hermann Blumenthal : Florentiner Mann (1937)
- Jörg Engelmann : Meteorit (1998)
- Joseph Enseling : Große Stehende (1932) en Friede (1939)
- Philipp Harth : Tiger (1936/37), Pferde 1937/38), Auffliegende Reiher (1951) en Schreitende Störche (1957)
- Alfred Hrdlicka : Der Große Geist (1971/73)
- Robert Ittermann : Hockender Knabe (jaren 30)
- Rolf Jörres : Steinzeichen (1963)
- Fritz Klimsch : In Wind und Sonne (1936)
- Georg Kolbe : Große Badende (1914)
- Walter E. Lemcke : ''Tänzerin (1953) en Krugträgerin
- Herbert Lungwitz : Schwatzende Frauen (1954) en Brunnen (1960)
- Gerhard Marcks : Großer Adam (1953)
- Matschinsky-Denninghoff : Orion (1987)
- Henry Moore : Knife Edge (1961)
- Auguste Rodin : Das Gebet - Torso de jeune femme (1906/09)
- Richard Scheibe : Eos (1937)
- Ernst Seger : Speerwerferin (1937)

## Fotogalerij

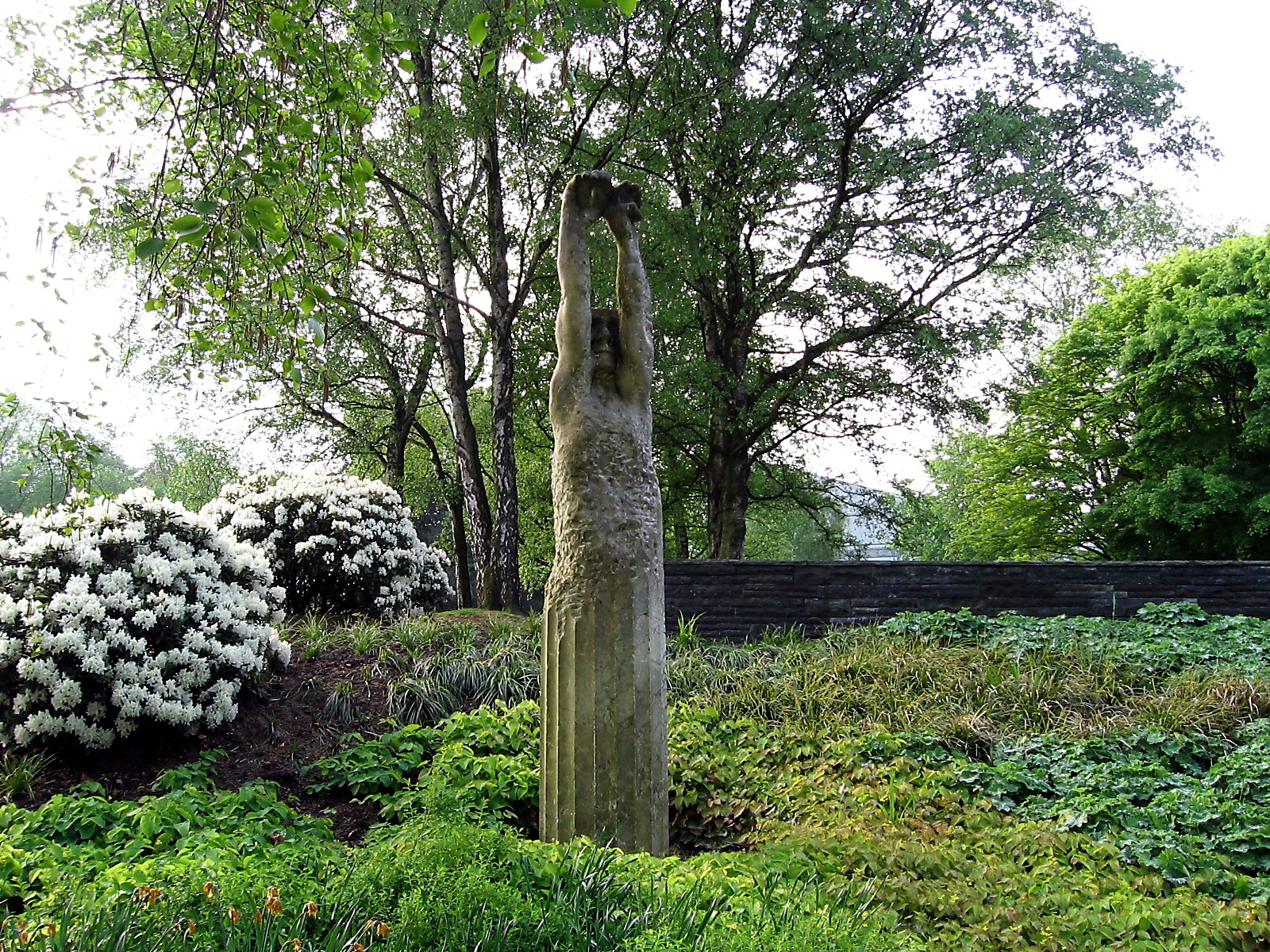
Alfred Hrdlicka: Der Große Geist
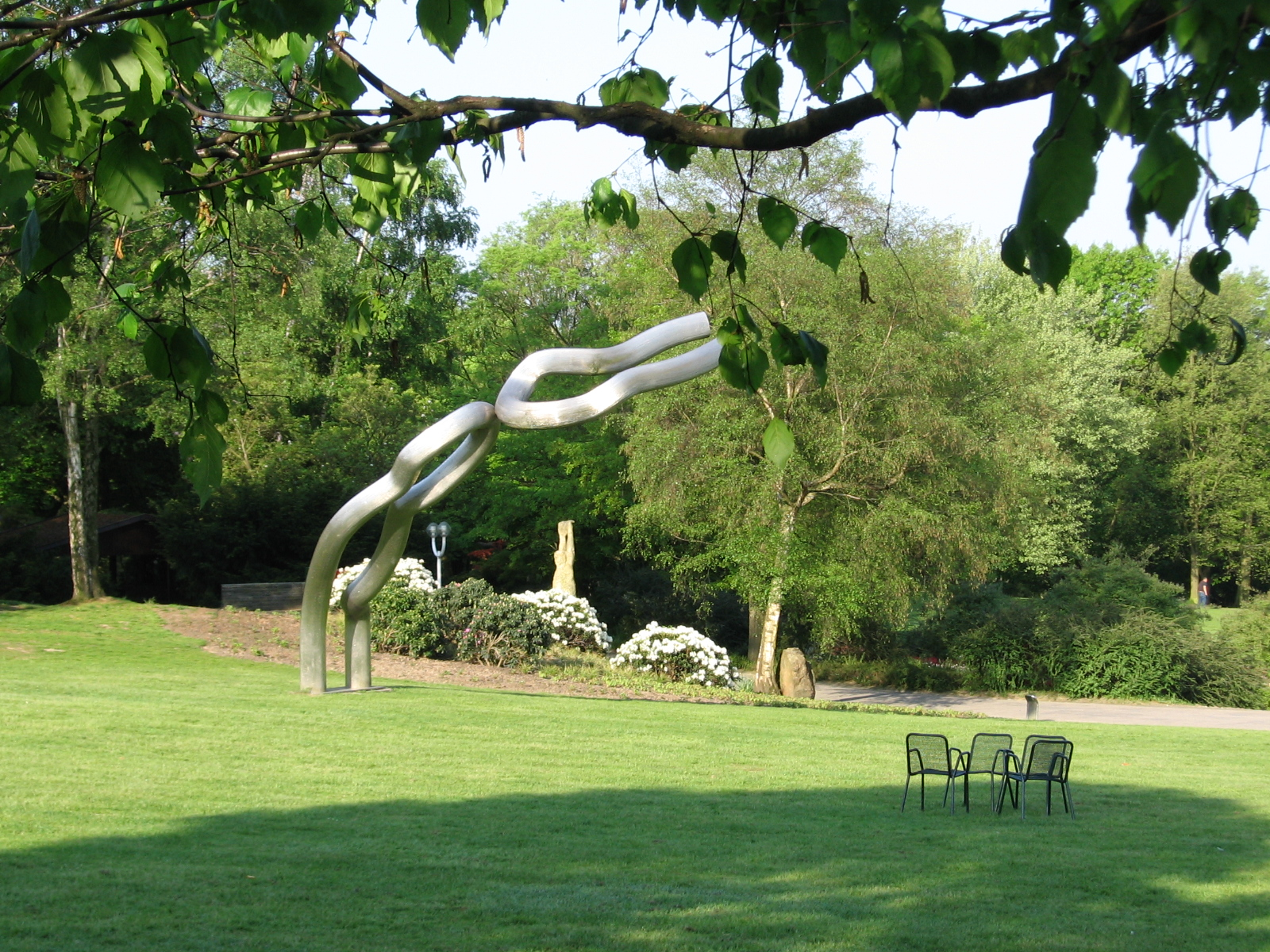
Matschinsky-Denninghoff: Orion
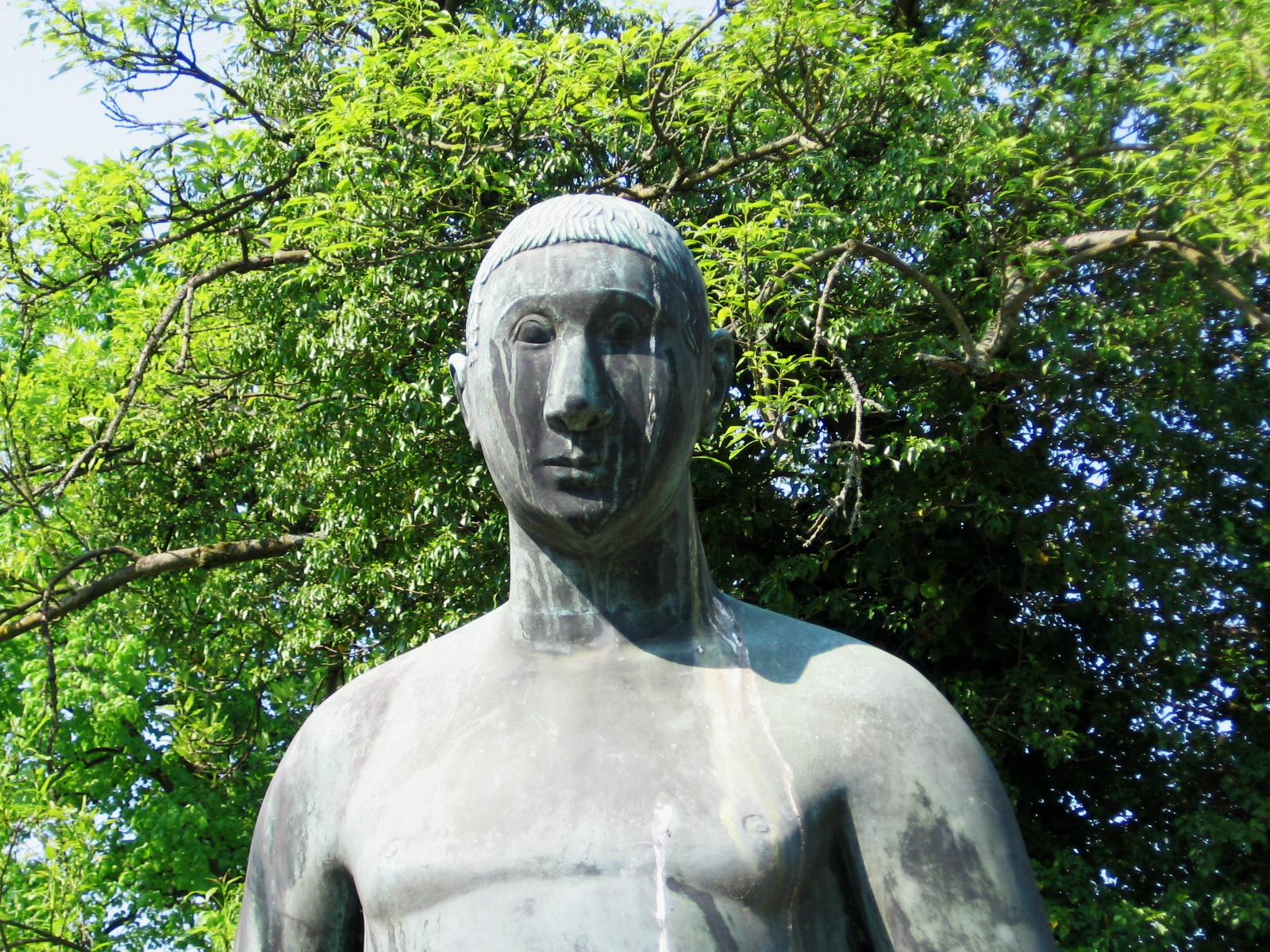
Gerhard Marcks: Großer Adam (detail)
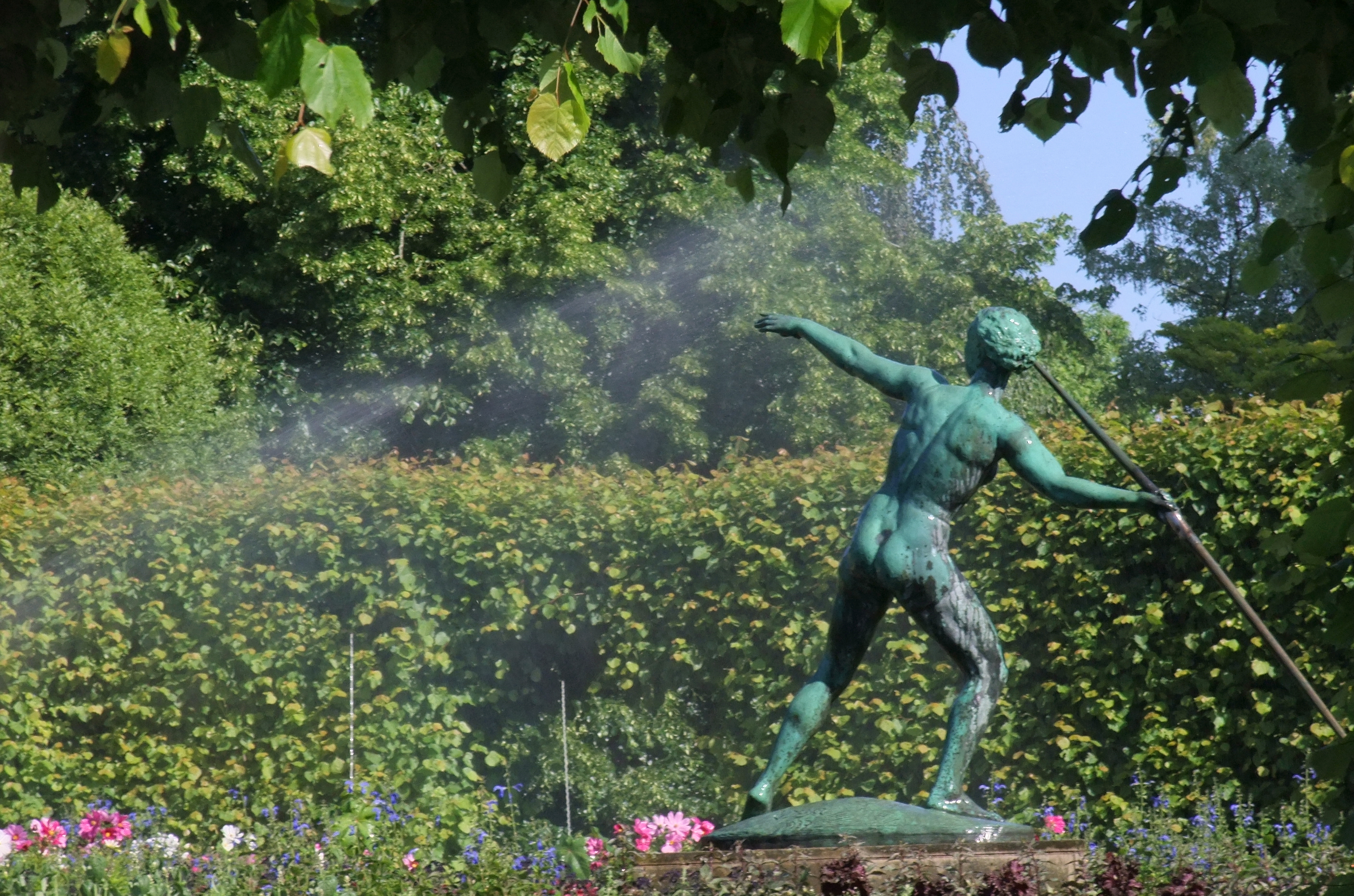
Speerwerferin
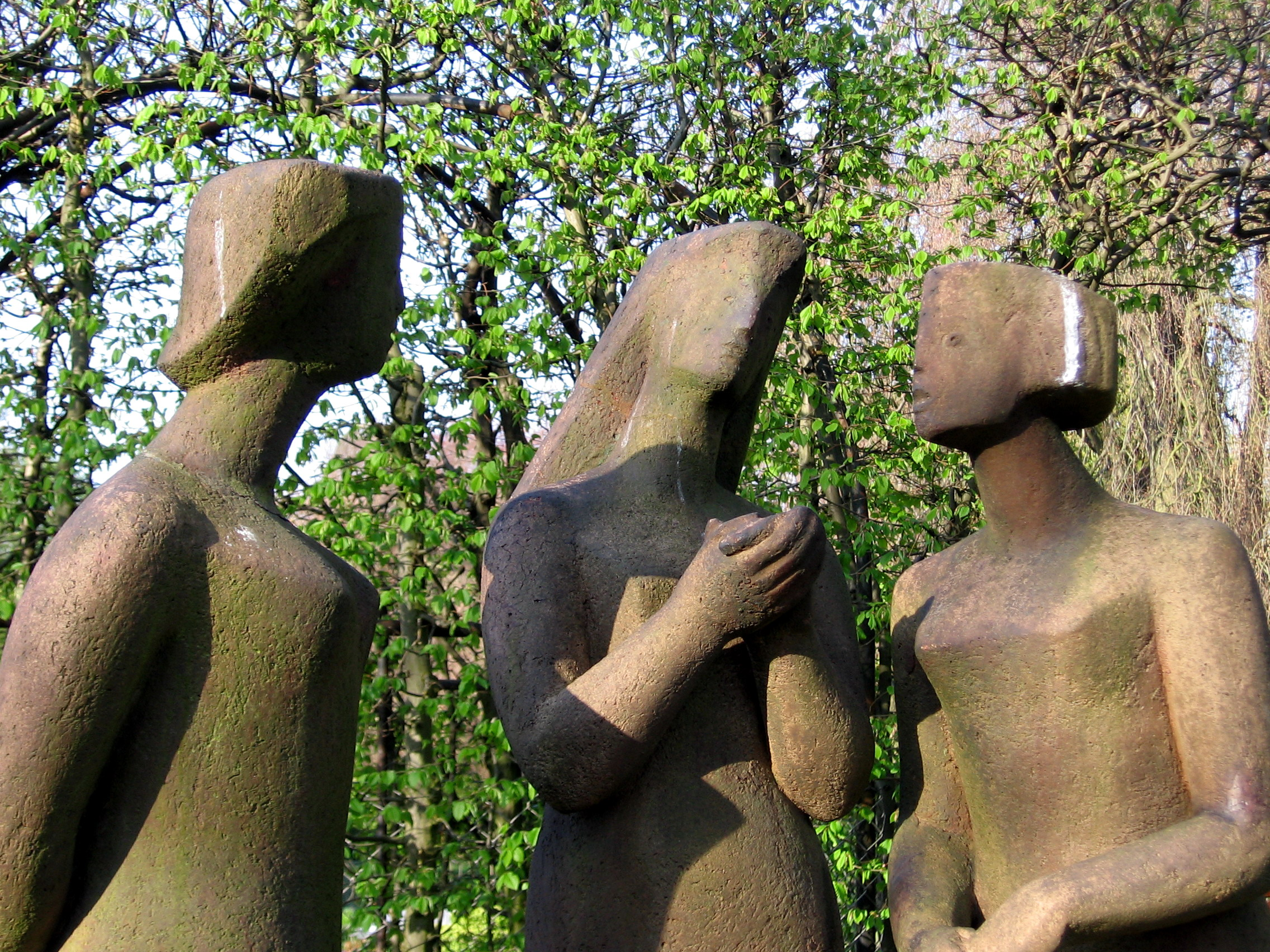
Schwatzende Frauen (1954)
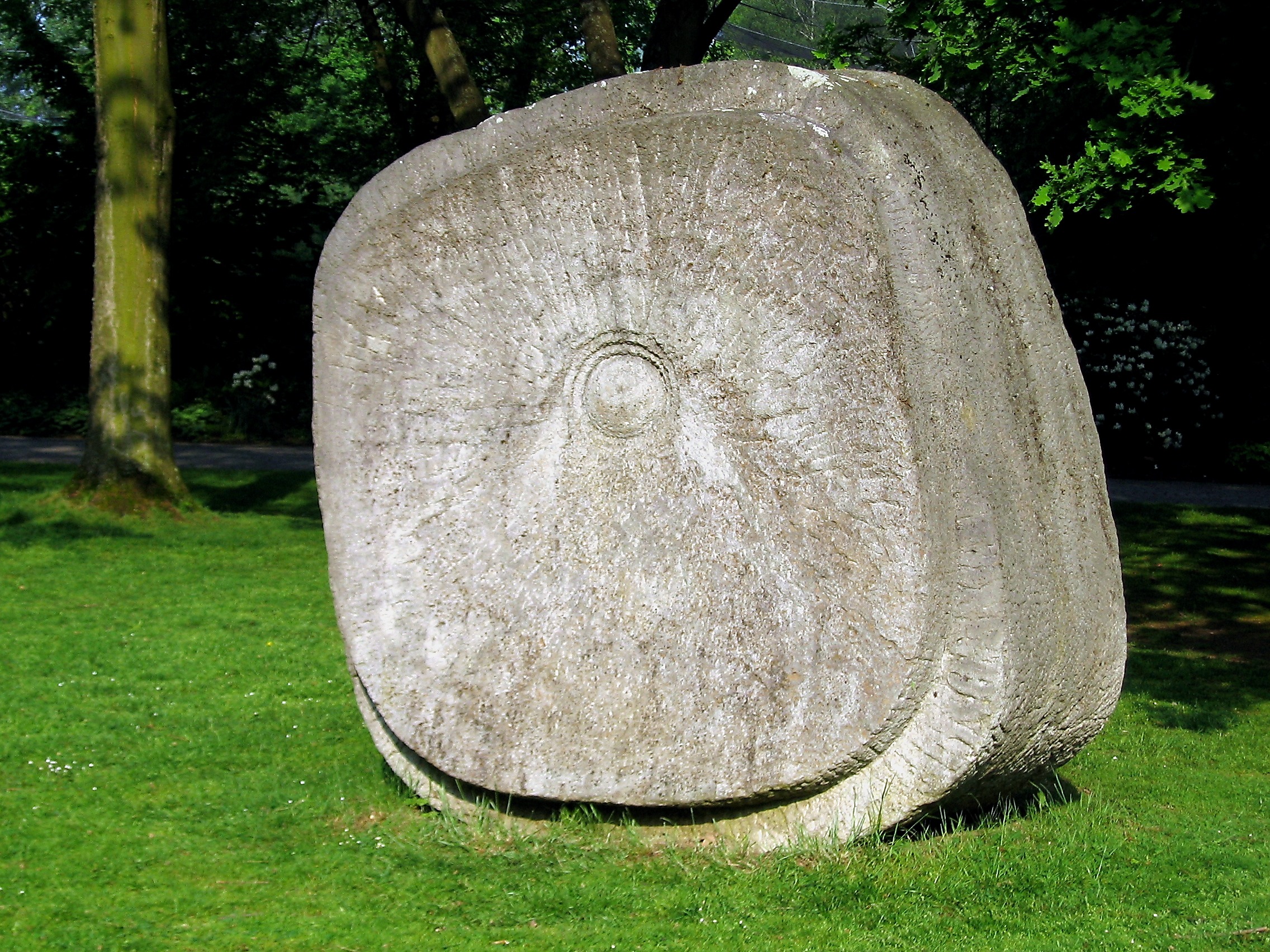
Sonnenscheibe (1961/62)
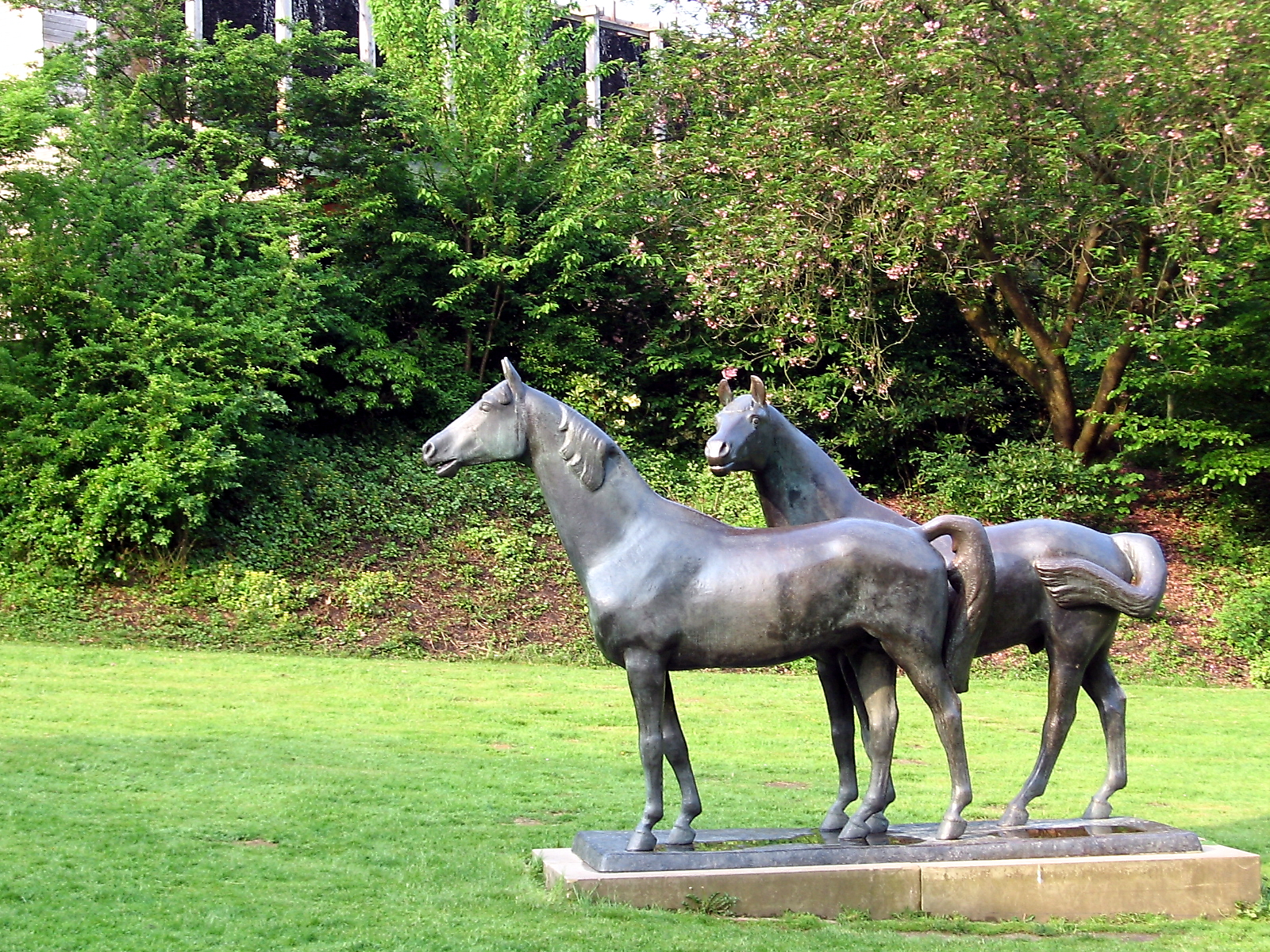
Pferde (1937/38)
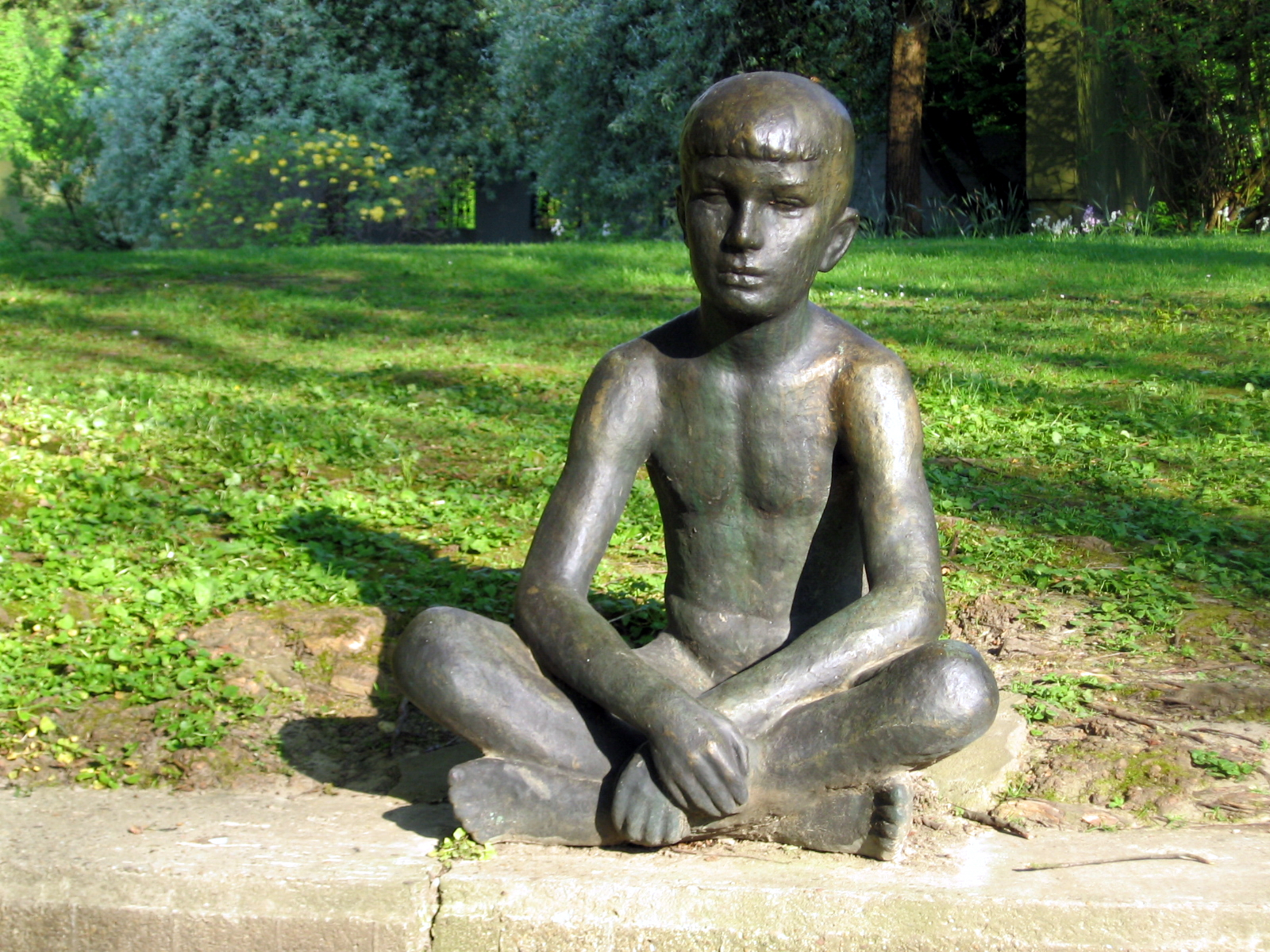
Hockender Knabe (jaren 30)